# Hanuš Fantl

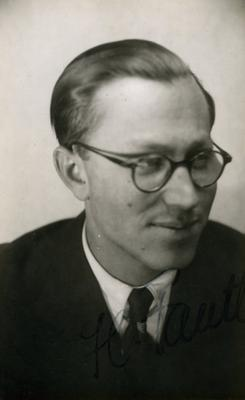
Hanuš Fantl

Hanuš Fantl (* 16. Dezember 1917 Chrast bei Chrudim; † 18. März 1942 im KZ Mauthausen) war ein tschechischer Dichter und Opfer des Nationalsozialismus.
Fantl war jüngstes von fünf Kindern einer jüdischen Familie. Er lebte mit seiner Frau Helena in Prag. Im Oktober 1941 wurde Fantl wegen seiner Arbeit im Widerstandes gegen die Besetzung des Landes verhaftet und ins KZ Mauthausen gebracht; dort wurde er am 18. März 1942 erschossen. Sammlungen seiner zwischen 1938 und 1941 geschriebenen Gedichte wurden in den 1950er- und 1960er-Jahren herausgegeben.

## Werke
- Píseň vzdoruje noci (Gedichte von 1938 bis 1940 postum herausgegeben in Prag beim Verlag Mladá fronta, 1955)

## Weblink
- Fantl, Hanuš und Helena In: Theresienstadt Lexikon, 31. Januar 2025